# Shizuka Kudo
Shizuka Kudo, nota anche con lo pseudonimo di Aeri (工藤 静香?, Kudō Shizuka; Hamura, 14 aprile 1970), è una cantante giapponese.

## Discografia
- Mysterious (1988)
- Shizuka (1988)
- Joy (1989)
- Karelia (1989)
- Rosette (1990)
- Mind Universe (1991)
- Trinity (1992)
- Rise Me (1993)
- Expose (1994)
- Purple (1995)
- Doing (1996)
- Dress (1997)
- I'm Not (1998)
- Full of Love (1999)
- Jewelry Box (2002)
- Tsukikage (2005)
- Rin (2017)
- Meikyo Shisui (2024)

## Vita privata
Nel 2000 ha sposato l'attore e cantante Takuya Kimura. La coppia ha avuto due figli, Cocomi (2001) e Kōki (2003).